# Falaises de Douvres
« Cliffs of Dover » redirige ici. Pour d'autres acceptions, voir Cliffs of Dover (homonymie).
 (mars 2012).

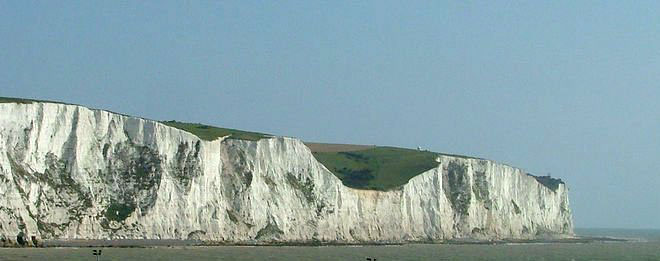
Les falaises blanches de Douvres

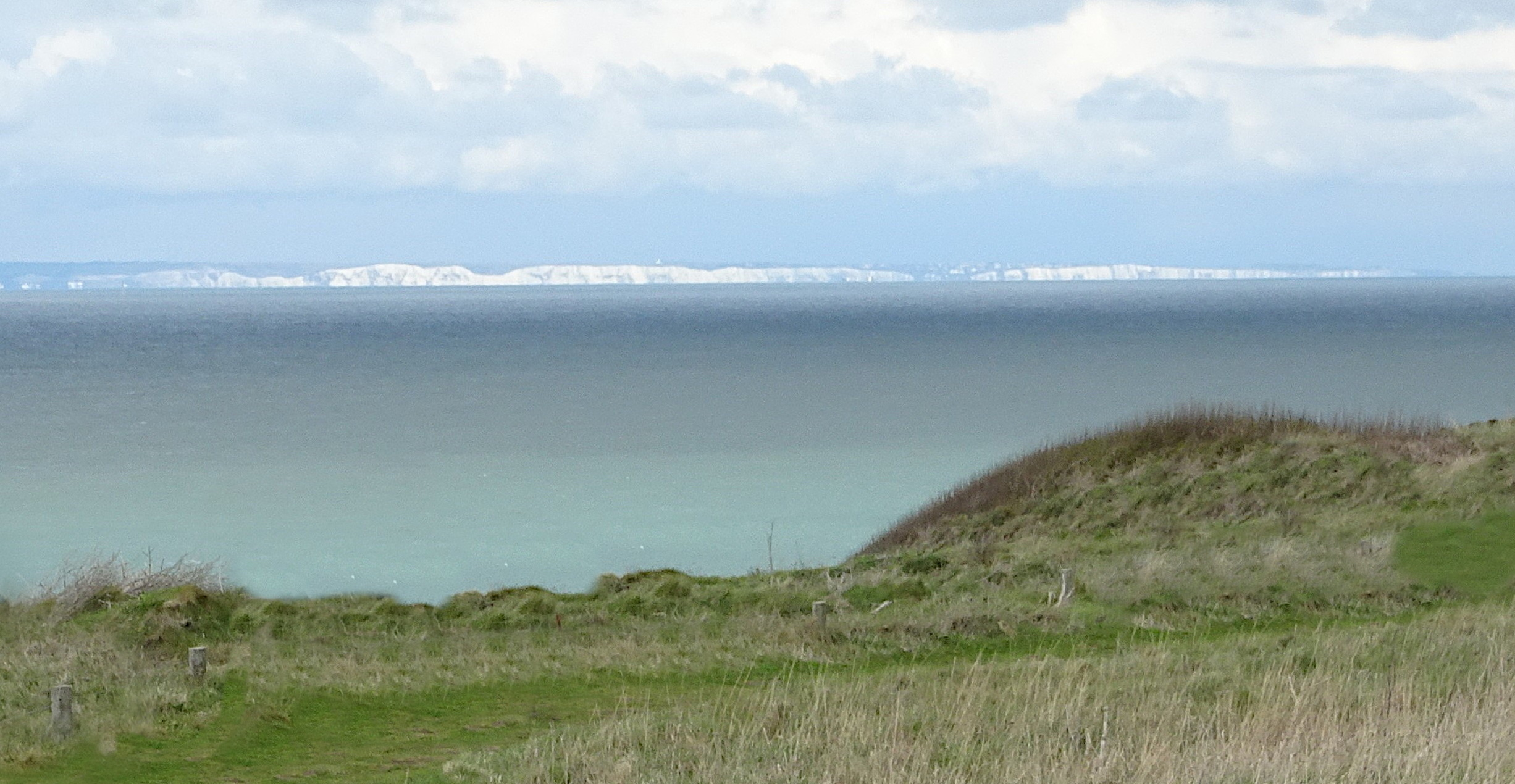
Vue des falaises de Douvres depuis le cap Gris-Nez, France

Les falaises blanches de Douvres (anglais : white cliffs of Dover) forment une partie de la côte de la Grande-Bretagne face au pas de Calais (détroit marquant la limite entre la Manche et la mer du Nord). Les falaises font partie des North Downs. La falaise, haute de 110 m, doit son étonnante façade à sa composition (craie et silex noir du crétacé). Les falaises sont présentes à l'est et à l’ouest de la ville de Douvres dans le comté de Kent. Elles sont semblables et presque aussi hautes que les falaises du cap Blanc-Nez, qui leur font face sur le continent.
Les falaises sont très symboliques pour la Grande-Bretagne car elles sont tournées vers le continent européen avec la Manche entre les deux, où de nombreuses invasions ont menacé et contre lesquelles les falaises formaient une garde. Car traverser la Manche en partant de Douvres était la principale voie vers le continent avant le transport aérien, la ligne blanche des falaises constituait la première vue ou la dernière du Royaume-Uni pour les voyageurs.

## Localisation

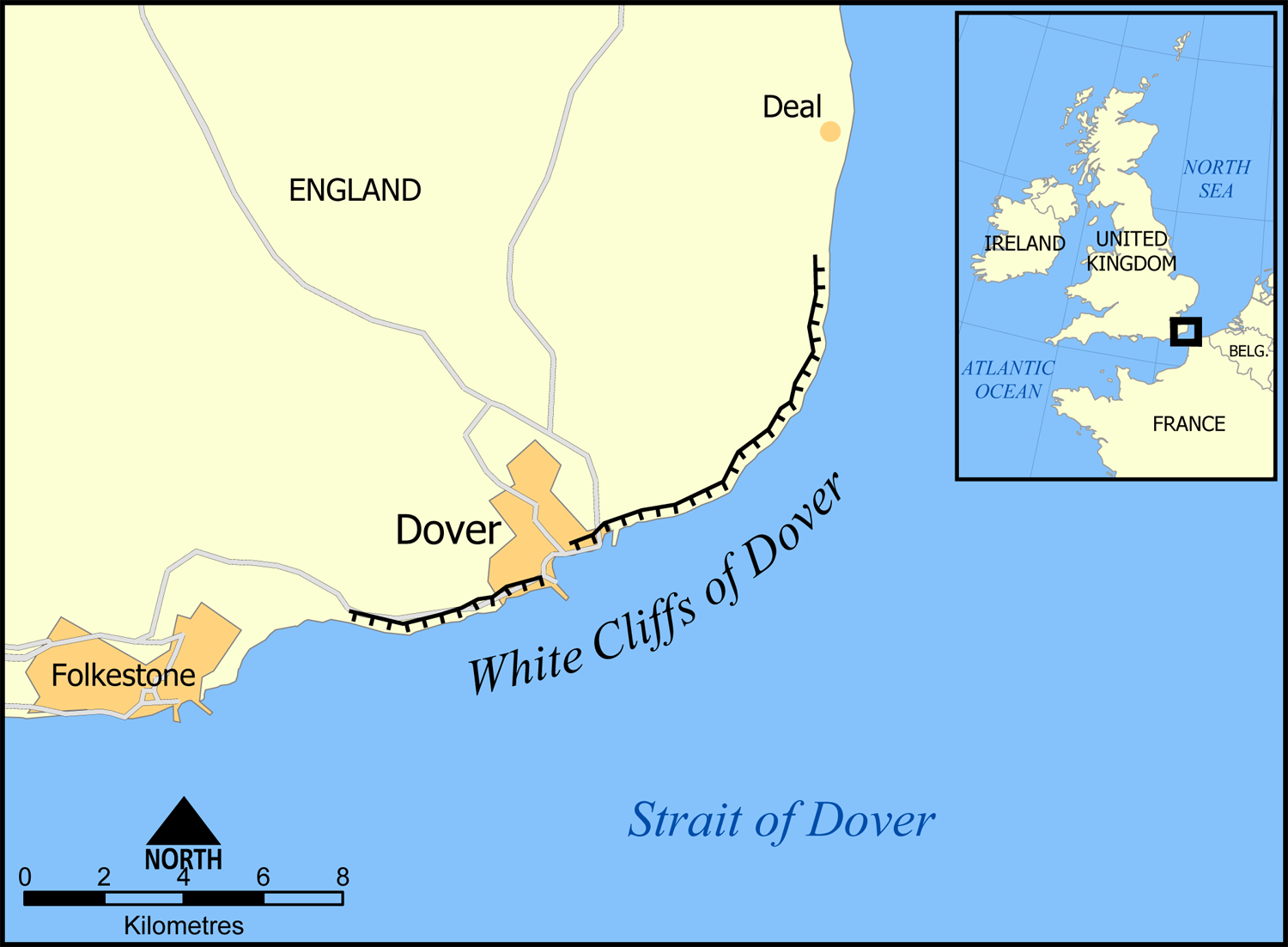
Situation des falaises

Les falaises sont situées le long de la côte entre approximativement : latitude 51°06'N, longitude 1°14'E et latitude 51°12'N, longitude 1°24'E. Les falaises marquent le point où la Grande-Bretagne est la plus proche du continent européen. Quand le ciel est clair, les falaises sont visibles de la côte française.

## Géologie
Les falaises sont composées principalement de craies blanches avec une texture très fine, elles-mêmes composée principalement de coccolithes, de plaques de carbonate de calcium, d'algues planctoniques unicellulaires et de l'ensemble des restes d'anciens êtres vivants. Tout cela forme les sédiments. Le silex et le quartz sont également présents dans la craie.
La falaise s'use continuellement avec une moyenne de 1 centimètre ou moins par année, même si de gros morceaux tombent. La plus récente chute a eu lieu en 2001, quand une grande partie du bord de la falaise, aussi grande qu'un terrain de football, est tombée dans la Manche. On conseille donc aux visiteurs de rester à l'écart du bord de la falaise. Dans un sondage mené en 2005 par les lecteurs du Radio Times, les falaises ont été désignées comme la troisième merveille naturelle la plus grande en Grande-Bretagne.
Des falaises côtières de craie blanche comme celles de Douvres existent aussi ailleurs en Europe, notamment en France de l'autre côté de la Manche où le même massif de craie se poursuit avec le cap Blanc-Nez, moins long mais plus élevé encore, qui fait face aux falaises de Douvres juste de l'autre côté du pas de Calais. Les falaises de Douvres et le cap Blanc-Nez sont visibles par temps clair depuis l'autre côté par les observateurs postés à terre sur ces deux côtes, faisant du pas de Calais un paysage spectaculaire, classé Grand Site de France, unifiant et séparant radicalement à la fois visuellement la Grande-Bretagne à l'Europe continentale. Mais il y a aussi les Seven Sisters non loin dans le sud de l’Angleterre, la craie émergeant à nouveau à cet endroit après un anticlinal, la même réémergence de craie en France de l'autre côté de la Manche, après ce même anticlinal qui est celui du Boulonnais, donne la Côte d'Albâtre sur la côte normande et picarde depuis la baie de Somme jusqu'au Havre, avec les célèbres falaises d'Étretat. Ailleurs en Europe il existe aussi des falaises côtières de craie blanche aux îles danoises de Langeland et de Møn ainsi que sur les côtes de l'île de Rügen en Allemagne.

## Écologie

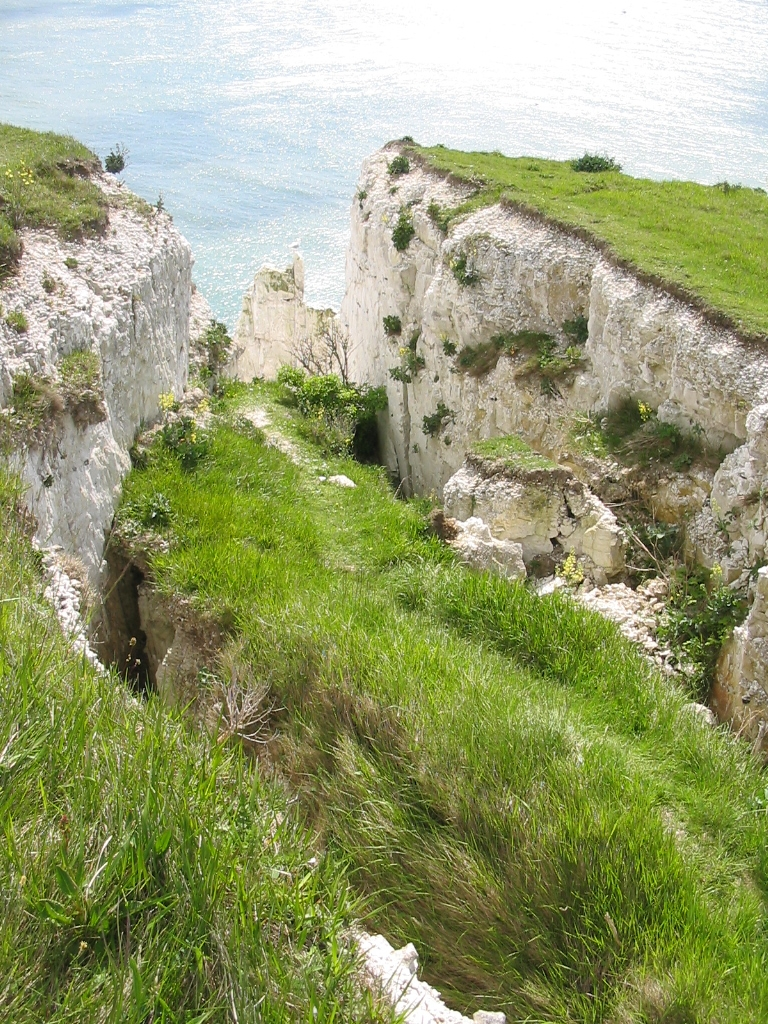
Preuve de l'érosion des falaises

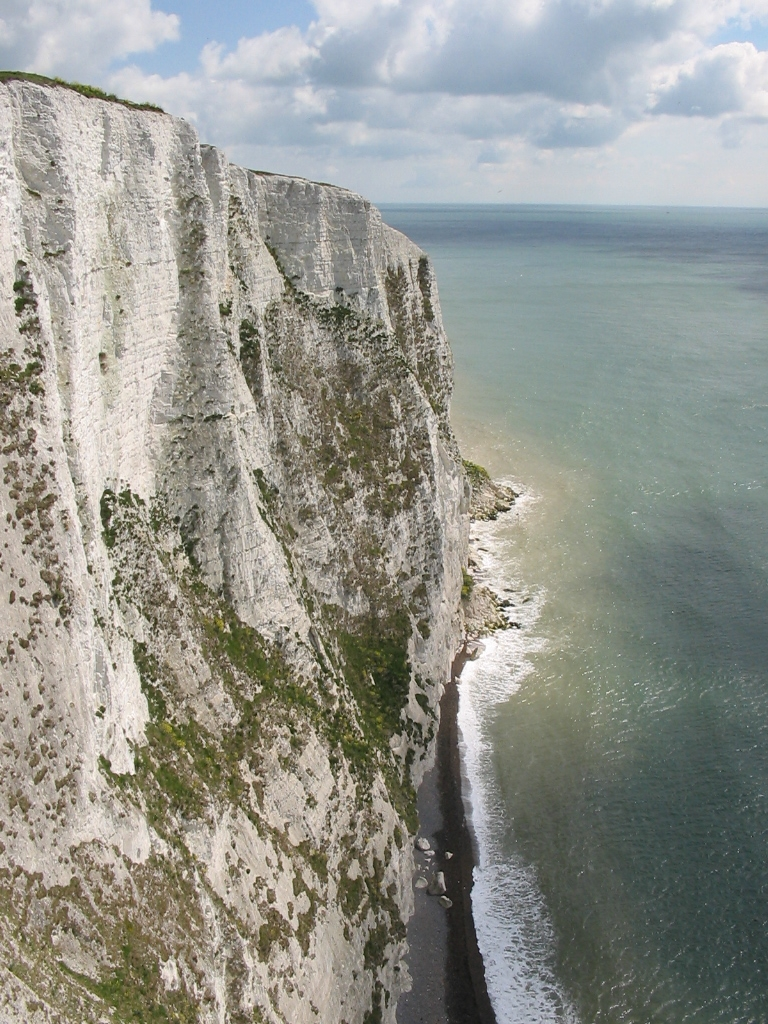
Gros plan sur les falaises

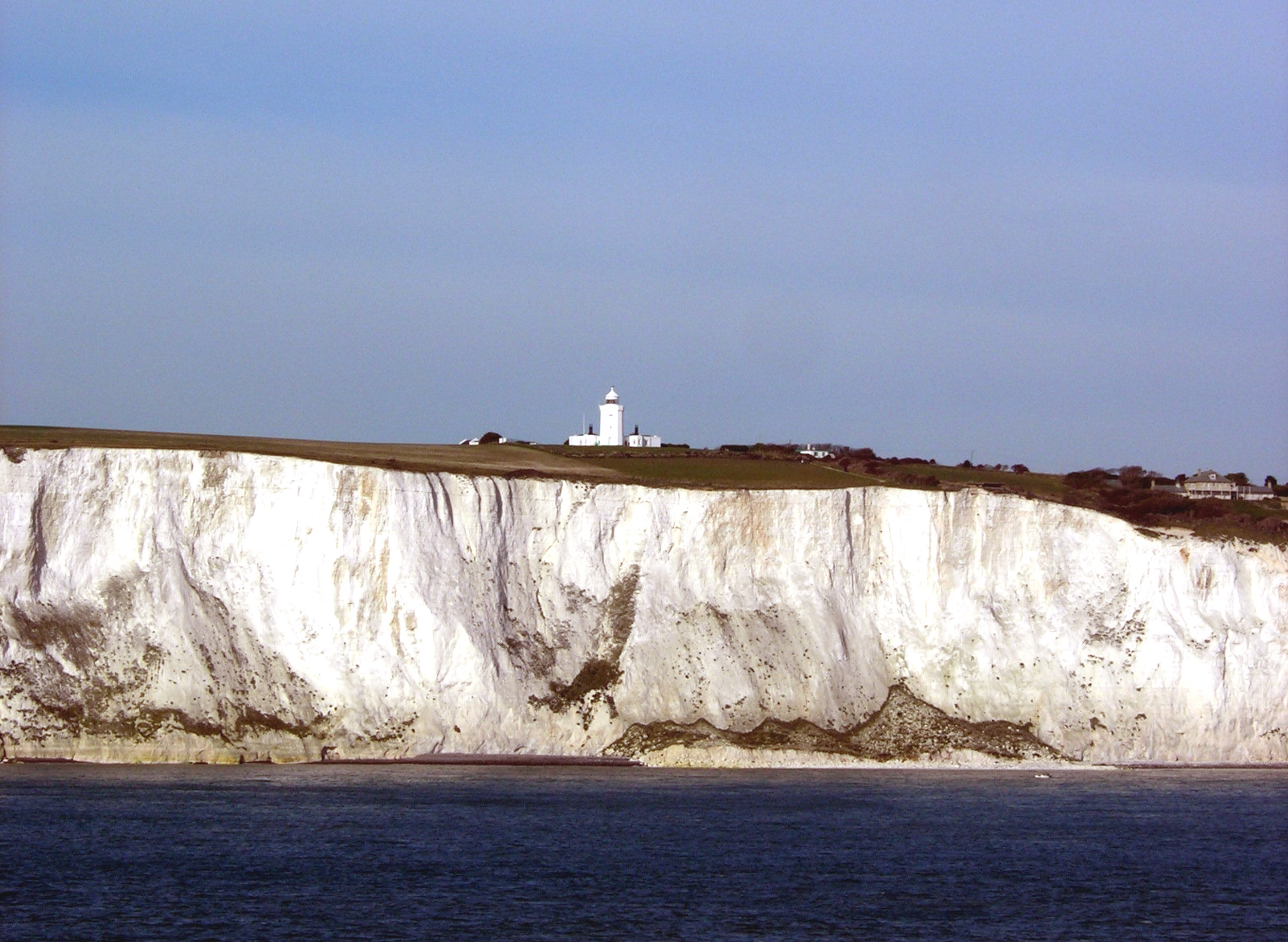
Le phare de South Foreland

Plusieurs espèces d'oiseaux nichent sur la falaise, on trouve le fulmar boréal et des colonies de mouette tridactyle. Cependant, contrairement aux mots de la célèbre chanson (Il y aura encore des merles bleus au-dessus des falaises blanches de Douvres), le merle bleu est une espèce américaine et n'existe pas au Royaume-Uni.

## Culture populaire
- En 1867, dans le poème Dover Beach de Matthew Arnold, les falaises sont un signe d'une force rassurante.
- En 1902, le poème de Rudyard Kipling Les hommes brisés se termine par les lignes « Comment se dresse le vieux lord Warden ? Est-ce que les falaises de Douvres sont toujours blanches ? » afin de représenter le mal du pays des exilés anglais.
- Dans le troisième roman James Bond de Ian Fleming, un chapitre parle des falaises. Le méchant tente d'assassiner Bond et Gala Brand en bombardant la falaise afin qu'ils soient recouverts par les débris.
- Dans l'album de Tintin L'Île Noire de 1937, Wronzoff et Ivan tentent de jeter Tintin du haut des falaises qui s'apparentent aux falaises de Douvres (ou aux Seven Sisters).
- Dans une chanson de Blur : Clover on Dover.
- The White Cliffs d'Alice Duer Miller a inspiré le film de 1944 Les Blanches falaises de Douvres.
- Dans Le Roi Lear de Shakespeare, Gloucester, aveuglé et désespéré, demande à être conduit au bord des falaises de Douvres.
- Les falaises ont inspiré The White Cliffs of Dover (There'll be bluebirds over) qui est une chanson de la Seconde Guerre mondiale. La chanson était chantée à l'origine par Vera Lynn mais a été reprise par de nombreux artistes.
- Les falaises ont été mentionnées dans la chanson Many Rivers to Cross par l'artiste reggae Jimmy Cliff. La chanson est présente sur l'album The Harder They Come, qui fut aussi la bande sonore d'un film du même nom.
- Dans les années 1980 le guitariste Eric Johnson a composé l'instrumental Cliffs of Dover (« falaises de Douvres » en anglais) pour lequel il a remporté le prix Grammy de la meilleure prestation rock instrumentale.
- En 1991, dans le film Robin des Bois, prince des voleurs, avec Kevin Costner, les falaises sont le point de débarquement de Robin avec les embarcations de Locksley, c'est un signe de bienvenue pour le détenu revenant de la guerre.
- Jamaica Kincaid se réfère aux falaises blanches de Douvres dans son essai, « en voyant l'Angleterre pour la première fois[4] ».* En 2005, sur l'album Picaresque de The Decemberists, les falaises sont le décor d'un suicide dans la ballade We Both Go Down Together.
- En 2010, le groupe Girls Can't Catch filme son clip Echo en haut des falaises[5]
- La deuxième génération de simulateurs pour ordinateur personnel IL-2 Sturmovik, sortie en 2011, a pris le nom de IL-2 Sturmovik: Cliffs of Dover du fait que le jeu de base de cette simulation se déroule pendant la bataille d'Angleterre en 1940 et que, pendant cette bataille, les falaises de Douvres étaient l'une des vues auxquelles les pilotes de combat avaient accès dans ce théâtre d'opérations.
- Roger Waters les évoques dans Late Home Tonight Pt.1, une chanson de son album Amused to Death. Il en parle juste après avoir évoqué la deuxième guerre mondiale, il se réfère donc sûrement à la chanson de la seconde guerre mondiale.